# Kocsis L. Mihály
Kocsis L. Mihály (Budapest, 1943. augusztus 3.) magyar író, újságíró.

## Élete
1957-től 1962-ig Tatán, valamint a budapesti Eötvös József Gimnáziumban tanult. 1968 és 1973 között az ELTE BTK magyar–népművelés szakának hallgatója volt, 1982-től 1985-ig a Színház- és Filmművészeti Főiskolán színházelmélet, dramaturgia szakon tanult.
1962-től 1969-ig a Népsportnál volt előbb gyakornok, majd a lap munkatársa lett, 1969–70-ben a Magyar Hírlapnál dolgozott, 1970-ben újra a Népsporthoz került, ahol 1978-ig rovatvezető-helyettes, olvasószerkesztő és főmunkatárs volt. 1978 és 1986 között a Magyar Ifjúság főmunkatársa, olvasószerkesztő, főszerkesztő-helyettes; 1982-től 1986-ig a Magyar Könyvkiadók és Könyvterjesztők Egyesülésének, A Könyv című periodikájának szerkesztőbizottsági tagja, felelős szerkesztője volt. 1986–87-ben a Búvár című folyóirat főszerkesztő-helyetteseként dolgozott, 1987–91-ben a Nők Lapja főszerkesztő-helyettese, majd felelős szerkesztője. 1991-ben megalapította az Új Magyarországot, amelynek felelős szerkesztője is volt.
1992-ben a Magyar Televízió külpolitikai szerkesztőségéhez került, ahol 1994-ig főszerkesztő-helyettes, majd megbízott főszerkesztőként tevékenykedett. Dolgozott a Panorámánál, 1993-tól műsorigazgató volt. 1995–96-ban újból az Új Magyarország munkatársa lett, publicista volt; 1996-tól 1998-ig a Magyar Televízió Közalapítvány Kuratóriumának elnökhelyettesi tisztét töltötte be. 1999-ben a Hír-M, az M Sat Televízió politikai interjúsorozatának riportere volt, majd 1998 és 2000 között a Magyar Nemzet főmunkatársa, 2000-től pedig szabadfoglalkozású. 2008 elején a Magyar Hírlap rovatvezetője és mintegy fél évig főszerkesztője lett. A Magyar Sportújságírók Szövetségének és a Nemzetközi Sportújságíró Szövetségnek (AIPS) a tagja.

## Könyvei
- Olimpiai útikönyv. Tokió, 1964. A Magyar Olimpiai Bizottság kiadványa; szerk. Kocsis Mihály, Hegedüs Frigyes, Kocsis L. Mihály; Magyar Olimpiai Bizottság, Budapest, 1964
- Dávid Sándor–Kocsis L. Mihály: 50 éves a Budapesti Elektromos SE. 1922–1972; Budapesti Elektromos Művek, Budapest, 1972
- Fut-ni (1980)
- Sportpályák foglyai (1982)
- Makacs terep. Sportol a tömegem; Sport, Budapest, 1985
- A halál kapujában. Élet-kép; Minerva, Budapest, 1986
- Van itt valaki – Major Tamás (életrajz, 1987)
- Olvasó példány – Könyv a könyvekről (1995)
- ILLÉS – Énekelt történelem (1999)
- Csillebérc: elviszem pont (2002)
- Végszavazás a halállal. Színészsirató öt felvonásban, két közjátékkal, prológgal és epilóggal; Minerva, Budapest, 2002
- Első nap az örökkévalóságban. Korkollázs pogányok idején; Kairosz, Budapest, 2004
- Szenvedésbe ágyazott gyönyörűség. Balczó Andrással beszélget Kocsis L. Mihály; Kairosz, Budapest, 2005
- De ki adja vissza a hitünket?! Szörényi Levente magyarságról, emberségről, Istenről és persze zenéről is; szerk., interjú Kocsis L. Mihály; Magyar Egyetemi, Budapest, 2005
- A sakk az én keresztem. Portisch Lajossal beszélget Kocsis L. Mihály; Kairosz, Budapest, 2006 (Miért hiszek?)
- Bara Margit tekintete. Csodálatos könnycsepp; Kairosz, Budapest, 2008
- Durcás Fletó királysága (al) – Market Place utazásai Kátyúföldön (2009)

## Filmek
- Pogányok idején – Egy papgyilkosság anatómiája (2000)
- A forradalom emlékezete – 1956 (2002)

## Kitüntetései
- Petőfi Sándor Sajtószabadság-díj (1992)
- Feleki László-díj (1998)
- MOB-médiadíj (2009)
- MSÚSZ életműdíj (2012)